# Старое Домкино
Старое Домкино — деревня в Конаковском районе Тверской области. Входит в состав Дмитровогорского сельского поселения.

## География
Находится в юго-восточной части Тверской области на расстоянии приблизительно 16 км на восток по прямой от районного центра города Конаково.

## История
В 1859 году здесь (деревня Корчевского уезда Тверской губернии) было учтено 24 двора.

## Население
Численность населения: 201 человек (1859 год), 38 (русские 90 %) в 2002 году, 29 в 2010.